# Prövningsnämnden för stöd till kreditinstitut
Prövningsnämnden för stöd till kreditinstitut är en statlig myndighet som sorterar under Finansdepartementet. Den inrättades under hösten 2008 mot bakgrunden av den globala finanskrisen.
Myndigheten har till uppgift att pröva tvister enligt paragraf 3 och 4 enligt lagen (2008:814) om statligt stöd till kreditinstitut. Prövningsnämnden har även uppgift till att enligt paragraf 9 tredje stycket och överklaganden enligt paragraf 25 lagen (1995:1571) om insättningsgaranti samt Förordning (2011:838) .
Kammarkollegiet utför mot ersättning administrativa uppgifter åt Prövningsnämnden enligt avtal åt myndigheten. Nämnden består av en ordförande samt en vice ordförande: Den består även av särskilt utsedda ledamöter och ersättare.
Nämndens ordförande är Stig von Bahr.